# Kalmavesi
Kalmavesi eller Kalmajärvi är en sjö i Finland. Den ligger i kommunen Jämsä i landskapet Mellersta Finland, i den södra delen av landet, 210 km norr om huvudstaden Helsingfors. Kalmavesi ligger 102,4 meter över havet. Den är 10,29 meter djup. Arean är 4,94 kvadratkilometer och strandlinjen är 36,11 kilometer lång. Sjön  ingår i Kymmene älvs huvudavrinningsområde. 